# Mentorat
Ne doit pas être confondu avec coaching.
Le mentorat désigne une relation interpersonnelle de soutien, une relation d'aide, d'échanges et d'apprentissage, dans le cadre de laquelle une personne d'expérience, le mentor, offre sa sagesse acquise et son expertise dans le but de favoriser l'évolution d'une autre personne, le mentoré, ayant des compétences ou des connaissances à acquérir et des objectifs professionnels à atteindre.
L'aide fournie entre le mentor et le mentoré (ou mentee) est bénévole,,. Dans une organisation, l'aide est apportée dans le cadre d'une relation professionnelle, en dehors de la ligne hiérarchique, répondant aux besoins particuliers du mentoré en fonction d'objectifs liés à son développement personnel ou professionnel.
Le mentorat a des points communs avec le coaching et avec le développement personnel. Le terme était recommandé en France par la DGLFLF à la place de l'anglicisme coaching mais uniquement lorsque cela concerne l'activité d'un « cadre chargé d'améliorer les compétences et la réussite professionnelle d'un individu ou d'une équipe », et dans le domaine précis de l'économie et de la gestion d'entreprise, toujours selon le JORF no 73 du 26 mars 2004, page 5826, texte no 104.

## Étymologie
Le nom commun mentor a pour origine le nom du héros de l'Odyssée, Mentor, ami d'Ulysse, dont Athéna emprunta les traits pour accompagner et instruire Télémaque et que Fénelon rendit célèbre en 1699 dans les Aventures de Télémaque. L'usage du terme dans le sens de conseiller est attesté depuis 1749 chez Montesquieu.

## Définition
Le mentorat est une relation interpersonnelle de soutien, d’échanges et d’apprentissage, dans laquelle une personne d’expérience investit sa sagesse acquise et son expertise afin de favoriser le développement d’une autre personne qui a des compétences à acquérir et des objectifs professionnels à atteindre,,.

## Spécificités
En principe, le mentorat vise l'accompagnement d'une personne dans la mobilisation de ses ressources, la recherche et la mise en application de ses solutions propres, et le développement de l'autonomie de la personne (y compris vis-à-vis du mentor). Cette stimulation de l'endogène constitue la spécificité de la démarche de mentorat.
Lors des séances, le mentor va s'appuyer sur les ressources du mentoré et le placer dans l'action. Le client se projette alors dans le futur et élabore une stratégie avec le mentor, en aucune manière le client ne doit se justifier de ses actions manquées.

### Exemples de programmes de mentorat par métiers
- Métiers de la santé : le Programme de mentorat de la FMOQ[10] (Fédération des médecins omnipraticiens du Québec).

## Différences entre mentorat, conseil, thérapie
Le mentorat est intrinsèquement différent du coaching, du conseil et de la psychothérapie. Il existerait également un véritable mentorat - respectueux des valeurs du mentoré - à distinguer des pratiques de suggestion et de manipulation mentale de mouvements religieux ou sectaires utilisant ce terme comme caution.

## Différence entre mentorat et coaching
Certains auteurs francophones - notamment québécois[réf. nécessaire] - reprennent la distinction anglophone entre mentoring et coaching. Le mentorat est alors une forme d'accompagnement professionnel et s'insère parmi une constellation de relations d'accompagnement professionnel ou personnel, telles que le coaching, le parrainage, le counselling de carrière, la supervision, le tutorat.
Dans cette optique, le coaching peut désigner une forme d'accompagnement qui s'inspire du style de l'entraîneur sportif mais pas seulement. Il s'exerce également dans un cadre d'accompagnement à destination tel que le souhaite le coaché. Un objectif de résultat est donc formulé et contractualisé. Si l'action du coach peut parfois consister en un transfert de compétences dans un domaine particulier savoir-faire, il ne se limite pas à cela et se fonde, lorsque le coach respecte la déontologie de la profession, sur une action d'accompagnement de la personne vers une mobilisation de l'ensemble de ses ressources internes et externes (savoir, savoir être, savoir dire, savoir devenir). L'intervention d'un coach peut être de courte ou longue durée. Le coach reçoit habituellement une rémunération pour les services qu'il rend à son client.[réf. nécessaire]
Quant au mentor, son objectif ne vise habituellement pas un résultat précis, mais s'applique à épauler et à soutenir de façon beaucoup plus large de façon à contribuer au développement et à l'épanouissement professionnels du mentoré. On est davantage dans les savoir-être et les savoir-devenir que dans le savoir-faire. La relation de mentorat a généralement une durée plus longue que dans le coaching. Il s'agit d'un transfert de compétences de savoir-faire et savoir-être.
La relation mentor-mentoré peut s'apparenter à celui du sage et du disciple. Il n'y a généralement pas de lien de hiérarchique ni d'entreprise commune en dehors de l'accompagnement.

## Historique
Le mentorat est un secteur en émergence pour lequel subsistent de nombreuses questions et zones d'ombre. Parmi celles-ci, quelles en sont les origines ?
Une remarque immédiate s'impose : a priori, ce ne serait pas une technique nouvelle mais les avis divergent. Pour certains, on pourrait ainsi remonter au Ve siècle av. J.-C. avec Socrate. Celui-ci, précurseur de la « maïeutique » (ou l'art d'accoucher les esprits), pourrait être reconnu comme le père du mentorat. Les « éminences grises », les « confesseurs » voire les « fous du roi », au Moyen Âge, à la Renaissance, pourraient s'en rapprocher.
L'unanimité se fait en revanche pour dire que le « coaching » actuel est connu pour son concept issu du sport. « To coach » signifie entraîner, préparer, accompagner, motiver. Provenant des pays anglo-saxons – les États-Unis en l'occurrence – il s'agit du fait que pour gagner, les athlètes ont, non seulement besoin de force, de musculature mais également de deux points cruciaux pour faire la différence : la technique et le mental.

## Qui peut être mentor?
En théorie, le mentorat peut couvrir une multitude de domaines, avec tout autant de niches : « coach déco » (marque déposée), « coach poker », « coach en relooking », etc. L'utilisation opportuniste par le marketing de cette carence pour vendre d'un côté le produit, le service, de l'autre le mode d'emploi. Le terme « coaching » a beaucoup dérivé depuis le mentorat, vers des applications plus orientées vers le marketing.
Devant la multiplicité de formules de coaching, l'information auprès d'écoles ou d'organismes spécialisés est primordiale. Le client potentiel doit s'interroger sur l'ingénierie et le projet pédagogique, le contenu de la formation, la qualité des formateurs, et avoir le retour d'anciens stagiaires.
De nombreuses personnes se prétendent « coach »... Ce métier n'appartient à personne en particulier. Il s'ouvre à tous ceux qu'une démarche intègre et un cheminement personnel conduisent vers une pratique professionnelle authentique garantie par un haut niveau éthique et déontologique.

### Les écoles de mentorat
Les écoles de mentorat délivrent à l'issue des formations; certification, attestation de présence, diplôme, titre professionnel, qui attestent du niveau des connaissances et compétences acquises par les élèves ou stagiaires. La compétence des écoles, leur intégrité, l'acuité du contenu de leurs programmes sont, en l'absence d'une labellisation qui fasse autorité, de niveaux très différents. Il importe pour chaque futurs élèves ou stagiaires de connaître les organismes, grandes écoles, entreprises ou administration qui reconnaissent aujourd'hui ou s'appuient sur les écoles en question.
Les associations professionnelles peuvent recommander certaines écoles dont elles reconnaissent la pédagogie et le sérieux. Cependant leur neutralité est parfois sujette à caution quand le représentant de l'association au niveau national, voire international, appartient à l'une des écoles en question. Ce noyautage trop évident (d'autant que l'on trouve sur les sites des dites associations, des pubs déguisées en interview portant sur l'éthique et la déontologie) dessert une profession qui a besoin de repères.
Les écoles de mentorat mettant en avant leurs valeurs profondes, leur vision, leurs orientations et choix pédagogiques au-delà d'une définition strictement professionnelle ou commerciale sont rares.

### Mentor certifié ou formaté
Le métier de mentor est maintenant bien défini quand on parle de mentorat d'entreprises car les prescripteurs et les acheteurs sont de plus en plus nombreux à savoir reconnaître la qualité des mentors.
Deux tendances se dégagent :
- posséder un grand nombre d'outils issus de sa propre expérience professionnelle ou de son parcours personnel ;
- avoir reçu un enseignement, spécialisé en mentorat, voire en psychologie et philosophie.

Un mentor peut aussi bien se réclamer d'une école, suivant le cursus proposé, qu'afficher de solides connaissances dans son métier. Il revient aux clients de se renseigner et de vérifier, comme pour une école de psychothérapeutes.
Tous les mentors mettent en avant soit leur propre parcours personnel, des références de clients, soit le fait d'avoir suivi le cursus d'une école réputée. Certains souhaitent une labellisation.
Les associations qui « accréditent », « titularisent », « certifient » :
Internationale
- International Coach Federation (ICF - La Fédération Internationale des mentors), la plus importante avec plus de 14 000 membres en 2007[13].

Américaine
- WABC : World association for business coaching ;

Francophone
- Fédération Francophone de Coachs Professionnels[14]

Européennes
- European Mentoring and Coaching Council (EMCC) qui certifie des coaches et des formations en Europe. La charte de cette association est celle reconnue par la Commission Européenne ;
- Open Coaching Network une association de pairs Européens, allemands, français, suédois, belges... fédérés autour d'une même vision humaniste.

Française
- Société Française de Coaching (SF Coach) qui est la première en date des associations françaises de professionnels du métier.

## Déroulement
Tout dépend du contrat, entre client et mentor dans le cas d'un mentorat personnel, ou du « contrat triangulaire » entre le mentoré, le mentor et l'entreprise.
Le mentor mène ensuite l'intervention avec son propre savoir-faire. Il s'agit parfois d'apporter en urgence une aide immédiate, mais le plus souvent d'amener le mentoré à prendre conscience de ses propres freins, de ses talents inexplorés et d'être ainsi plus conscient des conséquences de ses décisions. Le mentor ne prend jamais de décision à la place du client.

### Durée d'une intervention de mentorat
Certains mentors demandent une première étape de deux ou trois séances avant de s'engager dans la durée. L'essentiel reste que les choses soient claires au départ et que les limites de la durée du mentorat soient convenues.
Une séance de mentorat peut être de durée variable, de une heure à parfois plus de trois heures. La durée préconisée par la littérature est d'une heure, toutes les quatre à six semaines.[réf. nécessaire]

### Lieu
Plusieurs options sont possibles :
- l'entreprise ;
- le cabinet du mentor ;
- le téléphone ou l'internet;
- le lieu public (parc, café...).

### Coût
En ce qui concerne le mentorat, le prix de l'heure facturée à l'entreprise se situe couramment entre 150 € et 500 €, parfois plus pour des mentorats exceptionnels et selon la fonction du mentoré et de la réputation du mentor. En consultation privée, le coût est généralement entre 80 € et 100 €.

## Variantes
Depuis quelques années des variations sur le thème du mentorat sont nées de façon à mieux répondre aux besoins des personnes mentorées ou pour s'adapter aux réalités de différents contextes. Parmi les plus notables, mentionnons :
- L'expression mentorat d'équipe est employée lorsque le mentor accompagne une équipe dans son cycle de développement. Les interventions du mentor se passent au niveau du système constitué par les personnes en relation, par les interfaces des autres systèmes/équipes avec lesquelles l'équipe intervient. Dans un sens plus restreint, on parle également de recherche de la cohésion d'équipe.
- Cybermentorat : Tout simplement du mentorat, mais dont la communication repose principalement sur l'utilisation d'outils informatiques.
- Tri-mentorat : Il s'agit d'un mentorat où l'on ajoute un niveau dans la relation : le mentor est jumelé à un mentoré, qui lui-même est le mentor d'un plus jeune et moins expérimenté.